# Cenestesi
La cenestesi (composto dall'unione delle parole  greche κοινος "comune" ed αισϑησις, "sensazione"; pron. cenestèsi) è una sensazione generale relativa ai visceri interni e alla loro attività vegetativa.
Si tratta della somma di sensazioni propriocettive e interocettive (con esclusione di quelle che vengono dagli organi sensoriali propriamente detti) che determina pertanto un sentimento generale di benessere o di malessere, di affaticamento, di energia, di malattia.
Tale sentimento varia in rapporto alle condizioni di salute, di alimentazione, di riposo, nonché in rapporto a fattori meteorologici, alle variazioni di equilibrio vegetativo della giornata, ecc.
Si tratta pertanto di una sensazione generale che sta alla base della cosiddetta «immagine del corpo» o «schema corporeo» e, per suo tramite, della «coscienza di sé» e delle funzioni dell'Io.
La cenestesi inoltre, per le sue polarità fondamentali di benessere e di malessere, è la sorgente primordiale del tono affettivo, cioè dell'umore e costituisce quindi un fattore psicodinamico della massima importanza.
I disturbi della cenestesi che si manifestano come uno stato di sofferenza continua riferita sia ad un organo isolato che in forma diffusa a tutto l'organismo, possono ridurre la capacità di apprendimento nella scuola ed influenzare il comportamento sociale dell'alunno.
Particolari disturbi della cenestesi possono aversi come manifestazione normale nel corso della crisi della pubertà.
Le turbe della cenestesi fanno riferimento a sensazioni di malessere generale, difficilmente descrivibili, che accompagnano il decorso di molte malattie infettive. Un esempio si ha nel corso di un'infezione malarica.